# فالن (ویسکانسین)
فالن (به انگلیسی: Falun) یک منطقهٔ مسکونی در ایالات متحده آمریکا است که در شهرستان بارنت، ویسکانسین واقع شده‌است.